# Wełyka Dymerka
Wełyka Dymerka (ukr. Велика Димерка) – osiedle typu miejskiego na Ukrainie, w obwodzie kijowskim, w rejonie browarskim, siedziba hromady. W 2001 liczyło 10 105 mieszkańców, spośród których 9983 wskazało jako ojczysty język ukraiński, 103 rosyjski, 6 białoruski, 1 ormiański, 1 polski, 5 inny, a 6 osób się nie zadeklarowało.